# Kanton Quettehou
Kanton Quettehou (francouzsky Canton de Quettehou) byl francouzský kanton v departementu Manche v regionu Dolní Normandie. Tvořilo ho 16 obcí. Zrušen byl po reformě kantonů 2014.

## Obce kantonu
- Anneville-en-Saire
- Aumeville-Lestre
- Barfleur
- Crasville
- Montfarville
- Morsalines
- Octeville-l'Avenel
- La Pernelle
- Quettehou
- Réville
- Sainte-Geneviève
- Saint-Vaast-la-Hougue
- Teurthéville-Bocage
- Valcanville
- Le Vicel
- Videcosville